# Mycetoporus nigricollis

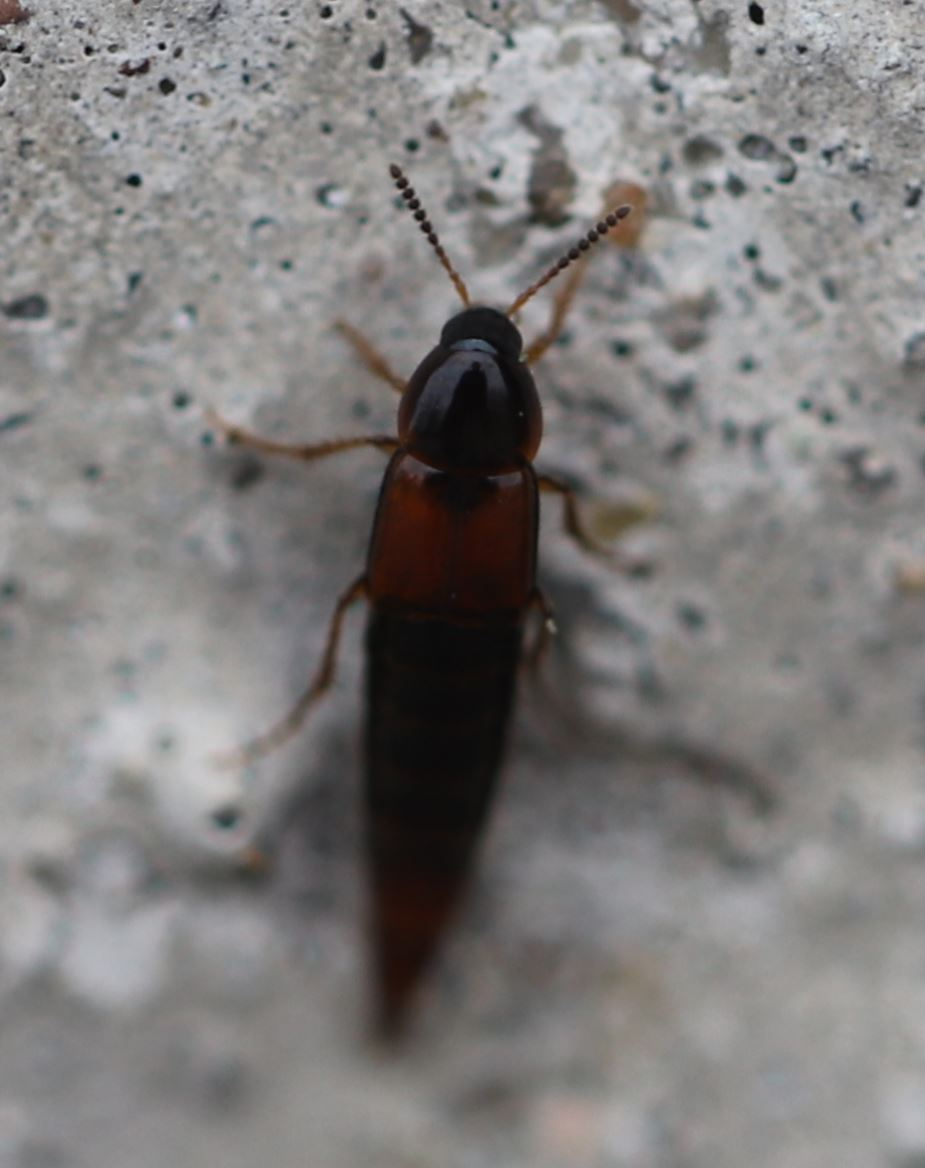

Mycetoporus nigricollis ist ein Kurzflügler aus der Unterfamilie der Tachyporinae. Der lateinische Namenszusatz nigricollis bedeutet „schwarzhalsig“.

## Merkmale
Die schlanken Käfer sind 4,5–6 mm lang. Sie sind überwiegend schwarz gefärbt. Fühlerbasis, Palpen und Beine sind gelbrot gefärbt. Die rotgefärbten Flügeldecken sind um das Schild schwarz gefärbt. Außerdem weisen sie einen seitlichen schmalen schwarzen Saum auf. Der Hinterleib verjüngt sich nach hinten.  Der Hinterrand der Tergite ist rötlich gefärbt. Die hinteren Tergite sind häufig rötlich aufgehellt.

## Verbreitung
Die Käferart ist im Westen Europas verbreitet. Sie fehlt in Skandinavien und auf der Irischen Insel. In Großbritannien reicht das Vorkommen im Norden bis nach Schottland. Im Süden reicht das Vorkommen bis in den westlichen Mittelmeerraum und nach Nordafrika. Auf den Kanarischen Inseln und auf Kreta ist die Art offenbar auch vertreten. In Mitteleuropa ist die Art weit verbreitet, jedoch selten.

## Lebensweise
Die xerophile Käferart bevorzugt verschiedene Lebensräume wie Wärme- und Trockenhänge, Trockenrasen-Biotope und Waldränder. Man findet die Käfer am häufigsten unter Moos, aber auch unter Laub- oder Nadelstreu. Sie leben räuberisch von Kleininsekten.

## Taxonomie
In der Literatur finden sich folgende Synonyme:
- Mycetoporus splendens (Marsham, 1802) nec (Fabricius, 1792)